# Astropecten sanctaehelenae
Astropecten sanctaehelenae is een kamster uit de familie Astropectinidae.
De wetenschappelijke naam van de soort werd in 1933 gepubliceerd door Theodor Mortensen.